# Cronache entomologiche del Giappone
Cronache entomologiche del Giappone è un film del 1963 diretto da Shōhei Imamura.

## Trama
Il titolo originale rimanda ad un insetto giapponese. Il film comincia, infatti, con un insetto che ripete all'infinito i suoi errori come in un circolo vizioso.
Imamura, con questa metafora, ci introduce la protagonista Tome, che riuscirà a cambiare la sua misera vita, soltanto con un'altra egualmente misera.
Tome è nata nel 1918 e subisce subito violenze sessuali. In questa fase deduce che suo padre è Onogawa e che l'ha violentata in passato.
Presto diviene madre di una bambina di nome Nobuko.
A 23 anni si sposa, ma lascia suo marito quando scopre che è il padre della figlia della loro domestica.

## Riconoscimenti
- Orso d'argento per la migliore attrice 1964: Sachiko Hidari